# Владимировское (Смоленская область)
Влади́мировское — деревня  в  Смоленской области России,  в Сафоновском районе. Население – 8 жителей (2007 год)  .  Расположена в центральной части области в 11 км к востоку от города Сафонова, в 4 км южнее автодороги М1 «Беларусь», на берегу реки Вержа.  В 2,5 км восточнее деревни железнодорожная станция О.п. 300-й км на линии Москва — Минск.  Входит в состав Дуровского сельского поселения.

## История
В годы Великой Отечественной войны деревня была оккупирована гитлеровскими войсками в сентябре 1941 года, освобождена в 1943 году.